# Immensa pastorum
Immensa pastorum (en español, Con inmensa [caridad del príncipe] de los pastores) es una encíclica del papa Benedicto XIV condenando la práctica de la esclavitud con los indios y denunciando la crueldad con que se les trata, escrita mediante un breve el 20 de diciembre de 1741.

## Carácter del documento
Immensa pastorum suele citarse como una encíclica, así lo hace San Pío X, cuando en su encíclica Lacrimabili statu Indorum se refiere al texto de Benedicto XIV como precedente, reproduciendo algunas de sus partes. Sin embargo, en el Bullarium en que se recoge el texto original no se precisa la calificación formal de este documento.
No obstante, la fórmula con que termina el texto es la utilizada en los breves pontificios:

Datum Romae apud S Maraim Mairoem sub Annulo Piscatori, die XX Decembris MDCCXLI Pontificatus Nostri Anno Secundo
Dado en Roma, junto a Santa María la Mayor y bajo el Anillo del Pescador, el 20 de diciembre dela ño 1741, segundo de nuestro pontificado
Benedicto XIV, Immensa pastorum

La expresión "bajo el Anillo del Pescador'' es el que precede la sello con este anillo que distingue los breves, de las bulas, que reciben este nombre por ser selladas con una bola de metal, habitualmente de plomo.

## Contexto histórico
Desde el inicio de su pontificado Benedicto XIV prestó especial atención a las misiones y especialmente a las de Brasil, donde los dueños de las plantaciones estaban convencidos de que sin el trabajo de los esclavos no podían sacar adelante el cultivo de las tierras. En la publicación de este documento influyeron los jesuitas que en aquellas desarrollaban en aquellas tierras la labor misionera, y que tanto trabajaron por defender la libertad de los indios a través de la reducciones guaraníes, también conocidas como reducciones del Paraguay, y que se extendían en un área que incluye territorios de los actuales Paraguay, Argentina, Uruguay y partes de Bolivia, Brasil y Chile.

## Contenido de la encíclica
El papa comienza la encíclica manifestando su deseo de extender su cuidado pastoral a toda región de la tierra, haciendo llegar a todas partes, no solo a los cristianos sino a todos los hombres, la caridad de Cristo. Con este motivo invita a aquellos obispos a compartir su pontificia solicitud y vigilancia. Por ello quiere manifestarles el dolor con el que comprueba que, a pesar del afán y los medios con los que la Santa Sede, con la colaboración de los príncipes católicos, ha llevado la luz de la fe a aquellas tierras 

después de tantos consejos de apostólica providencia dictados por nuestros mismos predecesores, después de tantas constituciones disponiendo que de la mejor manera posible se prestara a los infieles ayuda y protección y prohibiendo, bajo las más graves penas y censuras eclesiásticas, que se los injuriara, se los azotara, se los encarcelara, se los esclavizara o se les causara la muerte.

todavía, y sobre todo en esas regiones del Brasil, hay fieles católicos, que olvidando la virtud de la caridad desoyen esos consejos y tratan con crueldad y esclavizan a indios, tanto cristianos como infieles.
Para salir al paso de esa situación el papa explica que ha acudido a "Juan de Portugal e ilustre rey de los Algarbes", que ha prometido dar inmediatamente órdenes a los oficiales de sus dominios para que castiguen a los que no se comporten con los indios del modo que exige la caridad cristiana. En consecuencia pide a los obispos que extremen su vigilancia en este campo, unan su celo a los oficiales del rey, y muevan a los sacerdotes a esforzarse para amparar a los indios y llevarlos a la fe católica.
Pasa a continuación el papa, a confirmar las cartas enviadas por sus predecesores a distintas dignidades eclesiásticas y civiles para corregir los comportamientos impropios de la caridad cristiana; continuando esos mismos criterios el papa recomienda y manda a cada uno de los obispos y a sus sucesores que dicten 

edictos propuestos y fijados en público, amparando con la protección más de un eficaz defensa a los referidos indios tanto en las provincias de Paraguay, del Brasil y del Río llamado de la Plata [...] prohiba enérgicamente a todas y cada una de las personas, así seglares como eclesiásticas [...] bajo pena de excomunión latae sententiae, en que incurrirán por el solo hecho de contravenir lo que se dispone y, de la cual no podrán ser absueltos, salvo in articulo mortis y previa satisfacción, a no ser por Nos o por el Romano Pontífice a la sazón imperante, que en lo sucesivo esclavicen a los referidos indios, los vendan, compren, cambien o den, los separen de sus mujeres e hijos, los despojen de sus cosas y bienes, los lleven de un lugar a otro, o los trasladen, o de cualquier otro modo los priven de libertad o los retengan en servidumbre

Esta misma pena canónica establecen para los que colaboren con los que realicen estos actos, o propalen que esto es lícito. El papa pide que para resolver esta situación se utilicen los remedios de derecho o de hecho que sean necesarios, incluso invocando, si es necesario, el auxilio del brazo secular.  
En los últimos párrafos del documento se declara derogada cualquier disposición que pueda considerarse contraria a la que ahora se dicta, tanto se trate de disposiciones eclesiásticas como civiles. Además, utilizando una fórmula habitual de los breves apostólicos, se da fe de las "copias o ejemplares incluso impresos, autorizadas con la firma de notario público y refrendados con el sello de persona constituida en dignidad eclesiástica".. Concluye insistiendo a los obispos en al ejecución de las presentes letras poniendo en ello empeño, celo y la caridad a la que están obligados.